# Muscari sivrihisardaghlarensis
Muscari sivrihisardaghlarensis là một loài thực vật có hoa trong họ Măng tây. Loài này được Yild. & B.Selvi mô tả khoa học đầu tiên năm 2002.